# يوزو تاشيرو
يوزو تاشيرو ، من مواليد 22 يوليو 1982 في فوكوكا في اليابان ، لاعب كرة قدم ياباني. يلعب مع نادي كاشيما إنتلرز، ويلعب مع منتخب اليابان لكرة القدم منذ عام 2008.

## روابط خارجية
- يوزو تاشيرو على موقع الاتحاد الدولي (مؤرشف)  (الإنجليزية)
- يوزو تاشيرو على موقع رابطة كرة القدم اليابانية للمحترفين (اليابانية)
- يوزو تاشيرو على موقع قاعدة بيانات كرة القدم.إي يو (الإنجليزية)
- يوزو تاشيرو على موقع ناشيونال فوتبول تيمز (الإنجليزية)
- يوزو تاشيرو على موقع Soccerway.com (الإنجليزية)
- يوزو تاشيرو على موقع عالم كرة القدم.نت (الإنجليزية)
- يوزو تاشيرو على موقع كووورة